# Rząd Ludwika Szymona Gutakowskiego
Rząd Ludwika Szymona Gutakowskiego – Rada Ministrów pod kierownictwem Ludwika Gutakowskiego, powołana przez księcia warszawskiego Fryderyka Augusta I Wettyna, który po zrezygnowaniu z urzędu premiera Stanisława Małachowskiego, 14 grudnia 1807 powierzył Gutakowskiemu tekę Prezesa Rady Ministrów. Rząd istniał do 1 marca 1809, kiedy Gutakowski zrezygnował z funkcji. Zastąpił go wtedy pełniący obowiązki premiera książę Józef Poniatowski.

## Skład rządu
| Funkcja                     | Zdjęcie | Imię i nazwisko             | Kadencja            | Kadencja             |
| Funkcja                     | Zdjęcie | Imię i nazwisko             | początek            | koniec               |
| --------------------------- | ------- | --------------------------- | ------------------- | -------------------- |
| Prezes Rady Ministrów       |         | Ludwik Szymon Gutakowski    | 14 grudnia 1807     | 1 marca 1809         |
| Minister wojny              |         | Józef Poniatowski           | 7 października 1807 | 19 października 1813 |
| Minister spraw wewnętrznych |         | Jan Paweł Łuszczewski       | 5 października 1807 | 26 czerwca 1812      |
| Minister sprawiedliwości    |         | Feliks Franciszek Łubieński | 5 października 1807 | maj 1813             |
| Minister skarbu             |         | Tadeusz Dembowski           | 5 października 1807 | 12 kwietnia 1809     |
| Minister policji            |         | Aleksander Potocki          | 5 października 1807 | 24 listopada 1811    |